# 파리의 도적
파리의 도적(The Thief Of Paris, Le Voleur)은 이탈리아에서 제작된 루이 말 감독의 1967년 영화이다. 쟝 뽈 벨몽도 등이 주연으로 출연하였다.

## 출연

### 주연
- 쟝 뽈 벨몽도
- 주느비에브 뷔졸드

### 조연
- 줄리안 귀오마르
- 폴 르 퍼슨
- 프랑수아 파비안
- 마를렌 조베르
- 샤를르 드네
- 피에르 에텍스
- 베르나데트 라퐁
- Roger Crouzet

## 제작진
- 원작자: Georges Darien
- 미술: 자크 솔니에
- 의상: 파울레트 브레일
- 의상: Ghislain Uhry